# 圖林根窗龍屬
圖林根窗龍屬（屬名：Thuringothyris）是蜥形纲的一屬，生存於二疊紀早期的德國。
正模標本（編號MNG 7729）是一個關節連接、保存良好的頭顱骨，以及部分身體骨骼。編號MNG 10652是一個保存狀態差的頭顱骨、以及部分脊柱。編號MNG 10647是關節脫落的頭顱骨、身體骨骼，來自於至少四個個體。編號MNG 10183標本是一個稍微遭到壓碎的頭顱骨、身體骨骼。編號MNG 11191標本是一個保存狀態差的頭顱骨、部分四肢。這些標本都發現於德國圖林根森林的Bromacker採石場，來自於塔巴伯格組（Tambach Formation）地層的最上層，地質年代約2億8400到2億7950萬年前，相當於二疊紀早期的阿爾丁斯克階。
在1991年，Jürgen A. Boy、Thomas Martens將這些化石敘述、命名。模式種是T. mahlendorffae，屬名意為「圖林根的洞孔」，種名則是以作家Ursula R. Mahlendorf為名。
圖林根窗龍最初被歸類於原古蜥科。在2006年，一份早期爬行動物種系發生學研究，發現圖林根窗龍是大鼻龍科的姊妹分類單元。。之後其他研究也得出類似結果。